# Lundiella
Lundiella is een geslacht van wantsen uit de familie van de Miridae (Blindwantsen). Het geslacht werd voor het eerst wetenschappelijk beschreven door Carvalho in 1951.

## Soorten
Het genus bevat de volgende soorten:

- Lundiella amazonica Carvalho & Gomes, 1972
- Lundiella bimaculata Carvalho, 1952
- Lundiella columbiensis Carvalho & Maldonado, 1982
- Lundiella mexicana Carvalho & Gomes, 1972
- Lundiella minuens (Distant, 1893)
- Lundiella panamensis Schaffner & Carvalho, 1985
- Lundiella pertingens (Distant, 1893)
- Lundiella peruana Carvalho & Maldonado, 1982
- Lundiella petingens (Distant, 1893)
- Lundiella reinhardti Carvalho, 1951
- Lundiella rubra Carvalho, 1952
- Lundiella rubrocunealis Carvalho, 1990
- Lundiella tingomariana Carvalho, 1990